# Herzberg (Harz)
Herzberg (Harz) (niem. Bahnhof Herzberg (Harz)) – stacja kolejowa w Herzberg am Harz, w kraju związkowym Dolna Saksonia, w Niemczech. Według DB Station&Service ma kategorię 6.

## Położenie
Stacja znajduje się na południowy zachód od centrum Herzberg bezpośrednio przy Landstrasse 530; W odległości około kilometra znajdują się drogi federlane  i . Na zachód od stacji znajduje się dzielnica Aue, na północ dzielnica Kastanienplatz. Na południowym zachodzie torowiska są ograniczone przez Häxgraben.

## Linie kolejowe
- Linia Northeim – Nordhausen
- Linia Herzberg – Seesen
- Linia Herzberg – Siebertal
- Linia Bleicherode – Herzberg

## Połączenia
| Linia | Trasa                                                                     | Takt               | Przewoźnik kolejowy |
| ----- | ------------------------------------------------------------------------- | ------------------ | ------------------- |
| RB 80 | Nordhausen – Walkenried – Herzberg – Northeim – Göttingen                 | dwugodzinny        | DB Regio Nord       |
| RB 80 | Herzberg – Northeim – Göttingen                                           | pojedyncze pociągi | DB Regio Nord       |
| RB 81 | Nordhausen – Walkenried – Herzberg – Northeim – Bodenfelde                | dwugodzinny        | DB Regio Nord       |
| RB 81 | Walkenried – Herzberg – Northeim                                          | pojedyncze pociągi | DB Regio Nord       |
| RB 46 | Herzberg – Seesen – Salzgitter-Ringelheim – Salzgitter-Bad – Braunschweig | godzinny           | DB Regio Nord       |